# 2015年クウェート市モスク自爆テロ
『2015年クウェート市モスク自爆テロ』（2015ねんクウェートしモスクじばくてろ）は2015年6月26日にクウェートの首都クウェート市のあるイスラム教のシーア派のモスク（礼拝所）において発生した自爆テロ。礼拝所では事件当時、集団礼拝が行われていて、およそ2000人が集まっていた。その礼拝の最中に、突然入ってきた男が、爆発物を爆発させた。
その後、過激派組織ISが、「シーア派を狙った」とする犯行声明をTwitterで行っている。ISでは、6月18日から始まったイスラム教の断食月に出した声明の中で、「ラマダンをシーア派や不信心な者たちに災いをもたらすときにするよう呼びかける」という理由で、敵視しているシーア派のイスラム教徒に対し、攻撃を強化するようにしていた。